# ریموند پودر
ریموند پودر (استونیایی: Raimond Põder؛ زادهٔ ۳ ژانویهٔ ۱۹۰۳ - درگذشته نامشخص) بازیکن فوتبال اهل استونی بود.
وی همچنین در تیم ملی فوتبال استونی بازی کرده‌است.